# Storbergstjärnen, Lappland
Storbergstjärnen är en sjö i Lycksele kommun i Lappland och ingår i Umeälvens huvudavrinningsområde. Sjön har en area på 0,121 kvadratkilometer och ligger 282,2 meter över havet.

## Delavrinningsområde
Storbergstjärnen ingår i det delavrinningsområde (718610-162951) som SMHI kallar för Ovan Sikträskbäcken. Medelhöjden är 273 meter över havet och ytan är 6,15 kvadratkilometer. Räknas de 26 avrinningsområdena uppströms in blir den ackumulerade arean 368,78 kvadratkilometer. Lycksabäcken som avvattnar avrinningsområdet har biflödesordning 2, vilket innebär att vattnet flödar genom totalt 2 vattendrag innan det når havet efter 168 kilometer. Avrinningsområdet består mestadels av skog (94 procent). Avrinningsområdet har 0,12 kvadratkilometer vattenytor vilket ger det en sjöprocent på 2 procent.